# Тамаш Хајнал
Тамаш Хајнал (мађ. Hajnal Tamás) је био мађарски фудбалер, репрезентативац. Играо је на позицијама офанзивног везног а проглашен је фудбалером године у Мађарској 2007. године.

## Каријера
Тамаш је започео тренинге у локалном клубу Золтек у свом граду. Са дванаест година, приметио га је најбољи клуб у Мађарској, Ференцварош, а са шеснаест је већ играо у званичној утакмици. Иако је било очигледно да Тамаш неће бити стартни играч, није било жеље да се изгуби такав таленат. Након преласка у Вац, убрзо је прешао у Шалке 04. Дебитовао је у Бундеслиги 26. новембра 1999. у мечу против Улма који је завршен резултатом 1:1, улазећи у игру у 73. минуту уместо Јиржија Немеца. Током сезоне 1998/99, Тамаш је одиграо осам мечева, али након те сезоне није више играо за први тим Шалкеа, већ само за други тим.
У 2004. години, Тамаш је добио нову шансу у белгијском Синт-Труидену, где је имао успешан наступ. За две сезоне одиграо је 50 мечева, постигао 11 голова и имао бројне асистенције.
Вративши се у Немачку 2006. године, потписао је за Кајзерслаутерн који је тада био у Другој Бундеслиги. Иако Кајзерслаутерн није успео да се пласира у Бундеслигу, Хајнал је привукао пажњу многих клубова и 2007. године потписао је за Карлсруе. Трансфер је вредео 0,5 милиона евра. Захваљујући Тамашу, Карлсруе је освојио 2. Бундеслигу, а он је у јулу 2008. потписао за Борусију из Дортмунда,. Почетком 2011. године, био је позајмљен Штутгарту.
После Штутгарта провео је сезону у Инглштат и ватио се у Ференцварош, где је завршио каријеру.
Хајнал је 9. октобра 2004. дебитовао за Мађарску у мечу против Шведске у Солни, а свој први међународни гол је забележио 17. октобра 2007. у пријатељском сусрету са Пољском, где је Мађарска победила са 1-0. У квалификацијама за УЕФА Еуро 2008, Мађарска је заузела разочаравајуће шесто место у својој групи и била је ван шанси за пласман у Аустрију и Швајцарску. Супарници као што су Грчка, Норвешка и Турска били су прејаки за Хајнала и његов тим, иако су успели да победе Босну и Херцеговину и код куће и у гостима. Хајнал је постигао два гола против Црне Горе на Пушкаш Ференц стадиону у пријатељској утакмици која је завршила резултатом 3-3. Такође је постигао гол против Малте у Будимпешти током квалификација за Светско првенство 2010, где је Мађарска победила са 3-0. Тај гол је био Хајналов први у квалификацијама. Под вођством Шандора Егерварија, Хајнал је играо на Вемблију против Енглеске и постигао гол против Азербејџана 9. фебруара 2011, у мечу у којем је Мађарска славила са 2-0.

## Достигнућа

### Клуб
Шалке 04
- ДФБ-Лигапокал, другопласирани: 2001, 2002.

Ференцисварош'
- Прва лига Мађарске у фудбалу: шампион 2015/16
- Куп Мађарске у фудбалу: победник 2014–15, 2015/16, 2016/17
- Лига куп Мађарске у фудбалу: победник 2014/15
- Суперкуп Мађарске у фудбалу: победник 2015

### Индивидуално
- Мађарски фудбалер године: 2007,
- Златна лопта Мађарске: 2007, 2008[9]
- Именован за Ол-стар тим Бундеслиге 2007–08 (bundesliga.de)
- Про Урбе награда: 2008.[10]